# Popolari UDEUR
Die Unione Democratici per l’Europa (UDEUR; „Union (der) Demokraten für Europa“) ist eine christdemokratische Kleinpartei der politischen Mitte in Italien, die von Clemente Mastella geführt wird. Sie hat mehrfach ihren Namen leicht verändert, so hieß sie zeitweise Alleanza Popolare – UDEUR und zuletzt Popolari – UDEUR. Sie wurde 2013 aufgelöst, später wiederbelebt, ist seither aber weitgehend bedeutungslos.
Ihre Tageszeitung war Il Campanile nuovo, ein Glockenturm ist auch das Parteisymbol. Ihre Hochburgen hatte sie in den südlichen Regionen, vor allem in Basilicata und Kampanien, wo sie regelmäßig Ergebnisse um die 7 % einfuhr.

## Ausrichtung
Popolarismo beschreibt im Italienischen eine mit der Christdemokratie vergleichbare Ideologie. Der Name bezieht sich also auf die historische Partito Popolare Italiano, die von 1919 bis 1926 bestand und deren Mitglieder auch schon als Popolari bezeichnet wurden. Die UDEUR trat für ein föderales Europa ein, ihr Name unterstrich die europafreundliche Haltung. Sie war bis 2015 Mitglied der Europäischen Volkspartei und ihre Europaabgeordneten saßen in der EVP-Fraktion.

## Geschichte

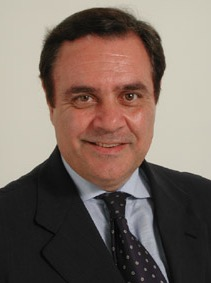
Parteichef Clemente Mastella (ca. 2001)

Vorläufer der UDEUR waren die Cristiano Democratici per la Repubblica (CDR), die sich unter Führung von Clemente Mastella im Frühjahr 1998 vom Centro Cristiano Democratico (CCD), einer mit Silvio Berlusconi verbündeten Nachfolgepartei der zerbrochenen Democrazia Cristiana, abspalteten. Sie unterstützten die Initiative des ehemaligen Staatspräsidenten Francesco Cossiga, unter dem Namen Unione Democratica per la Repubblica (UDR) eine Sammelpartei der politischen Mitte zu bilden. Mastella wurde Generalsekretär der UDR. Diese zerfiel jedoch bereits im Februar 1999 wieder, als sich Cossiga zurückzog. 
Daraufhin gründeten Mastella und seine Anhänger im Mai 1999 die UDEUR. Diese wollte – wie zuvor die UDR – eine Alternative sowohl zum Mitte-links- (L’Ulivo) wie zum Mitte-rechts-Block (Polo per le Libertà) sein. Erstmals trat sie bei der Europawahl im gleichen Jahr an und errang 1,6 % der Stimmen. Der Parteivorsitzende Clemente Mastella zog als einziger Abgeordneter in das EU-Parlament ein, wo er in der christdemokratischen EVP-ED-Fraktion saß. Die 18 Abgeordneten in der Camera dei deputati bildeten zunächst nur eine Untergruppe in der Gruppo Misto der Fraktionslosen. Nach dem Beitritt zweier weiterer Abgeordneter konnten sie aber im Dezember 1999 eine eigene Fraktion bilden. 
Nachdem die UDEUR zunächst in der Opposition gegen die Mitte-links-Regierung Massimo D’Alemas stand, trat sie im Dezember 1999 dem Kabinett D’Alema II bei. Salvatore Cardinale wurde Kommunikationsminister und Agazio Loiero Minister für Beziehungen zum Parlament. Bei den Regionalwahlen im April 2000 trat die UDEUR als Bestandteil des Mitte-links-Blocks an, erlangte aber nur in den süditalienischen Regionen Basilicata, Kampanien und Kalabrien Bedeutung, wo sie auf Stimmanteile um 7 Prozent kam.
An den Parlamentswahlen 2001 nahm die UDEUR gemeinsam mit PPI, Rinnovamento Italiano und I Democratici im Rahmen der Liste Margherita unter Führung von Francesco Rutelli teil, die wiederum Bestandteil des Mitte-links-Bündnisses L’Ulivo war. So wurden 7 UDEUR-Mitglieder in die Abgeordnetenkammer und 4 in den Senat gewählt. Während die anderen drei Bestandteile im März 2002 zur Partei Democrazia è Libertà – La Margherita fusionierten, blieb die UDEUR eigenständig. Im Juni 2002 verließen ihre Abgeordneten auch die gemeinsame Parlamentsfraktion und wechselten in die Gruppo Misto. Bei der Europawahl 2004 errang die Alleanza Popolare – UDEUR mit 1,3 Prozent der Stimmen wieder einen Sitz im EU-Parlament, den zunächst Paolo Cirino Pomicino einnahm, bis er 2006 von Armando Veneto abgelöst wurde.
2005 beschloss die UDEUR, sich an der erweiterten Mitte-links-Allianz L’Unione zu beteiligen. Bei der offenen Vorwahl um die Führung des Bündnisses belegte Mastella mit 4,6 % den dritten Platz, Romano Prodi setzte sich aber mit überwältigender Mehrheit durch. Bei den Parlamentswahlen 2006 erreichte die UDEUR einen landesweiten Stimmenanteil von 1,4 %, zog aber mit 14 Abgeordneten und 3 Senatoren wieder ins Parlament ein. Clemente Mastella wurde nach dem Wahlsieg der Mitte-links-Koalition Justizminister im Kabinett Prodi II, bis er beim Ausbruch des Korruptionsskandals um die UDEUR am 16. Januar 2008 von diesem Amt zurücktrat.
Als die kampanische Staatsanwaltschaft am 16. Januar 2008 bekannt gab, gegen 23 Lokal- und Regionalpolitiker der UDEUR wegen Korruption, Unterschlagung, Amtsmissbrauch und Komplizenschaft mit einer kriminellen Vereinigung zu ermitteln, wurde die Partei bis zur obersten Parteispitze erschüttert. Unter den 23 verhafteten oder unter Hausarrest gestellten Personen befand sich auch Sandra Lonardo Mastella, Präsidentin des kampanischen Regionalparlaments und Ehefrau des damaligen Justizministers Clemente Mastella, gegen den ebenfalls ermittelt wurde. Dieser reichte daraufhin noch gleichentags in einer im italienischen Parlament gehaltenen Rede seinen Rücktritt als Justizminister ein und löste dabei durch seine geäußerten Anschuldigungen gegen die Justiz einen offenen Machtkampf und eine institutionelle Krise aus. Gleichzeitig trat die UDEUR aus der amtierenden Regierung Prodi aus und stellte dieser ein Ultimatum, Mastellas Haltung gegenüber der Justiz zu unterstützen. Als sich herauskristallisierte, dass die Regierungsparteien Mastellas Angriffe auf die Justiz nicht unterstützen würden, entzog die UDEUR der Regierung Prodi ihre Unterstützung ganz und stürzte Italien in eine Regierungskrise.
Der Senator Nuccio Cusumano, der entgegen der Parteilinie weiter für die Regierung stimmte, wurde am 24. Januar 2008 aus der UDEUR ausgeschlossen und trat der Partito Democratico (PD) bei. Eine Gruppe kampanischer Regionalpolitiker, die ebenfalls weiter zur Mitte-links-Koalition standen, spalteten sich am 13. Februar 2008 von der UDEUR ab und bildeten die Popolari Democratici. 
Nachdem die Partei an den italienischen Parlamentswahlen des Jahres 2008 nicht teilgenommen hatte, kündigte Parteichef Mastella im Februar 2009 eine Allianz mit Berlusconis Mitte-rechts-Partei Popolo della Libertà an, in deren Rahmen Mastella bei den Europawahlen 2009 auf der PdL-Liste antrat und wieder ins EU-Parlament einzog. Im Gegenzug unterstütze die UDEUR bei den gleichzeitig stattfindenden Kommunal- und Provinzwahlen in Kampanien Kandidaten der Mitte-rechts-Allianz. Auch zu den Regionalwahlen 2010 traten die Popolari als Bestandteil des Mitte-rechts-Blocks an, kamen aber selbst in ihrer einstigen Hochburg Kampanien nur noch auf 3,4 Prozent der Stimmen.
Bei den Parlamentswahlen 2013 trat die Partei als Teil des Wahlbündnisses Popolo della Libertà an. Im Dezember 2013 erklärte sie schließlich ihre Auflösung und ihr Aufgehen in der Partei Forza Italia. Auf regionaler Ebene bestanden aber einzelne Verbände der UDEUR fort. Wegen nicht gezahlter Mitgliedsbeiträge wurde die Partei 2015 aus der Europäischen Volkspartei ausgeschlossen. Mastella, der 2016 zum Bürgermeister der Stadt Benevento gewählt wurde, kündigte für die Parlamentswahlen 2018 eine Wiederbelebung der UDEUR an, die faktisch jedoch ausblieb.